# Soulèvement de Nanchang
Le soulèvement de Nanchang (chinois : 南昌起义, pinyin : Nánchāng Qǐyì) (1er août 1927) fut l'un des premiers épisodes de la longue guerre civile entre le Kuomintang (KMT)  et le Parti communiste chinois (PCC), et en constitua le premier affrontement militaire d'envergure. Il fit suite à la rupture du premier front uni chinois et aux purges lancées contre le PCC par le Kuomintang lors du putsch de Canton et surtout lors du massacre de Shanghai avait signé le début quelques mois plus tôt.

## Déroulement
À l'été 1927, en pleine purge exercée par le Kuomintang contre le Parti communiste chinois, les communistes perdirent également le soutien de la faction de gauche du KMT dirigée par Wang Jingwei. Zhou Enlai, Liu Bocheng et Li Lisan organisèrent un soulèvement à Nanchang. Prévue pour le 30 juillet, la révolte ne se déclencha finalement que le lendemain. Zhu De reçut de la part du gouvernement l'ordre de réprimer le mouvement mais, sympathisant communiste lui-même, il se joignit ouvertement aux rebelles en leur apportant le soutien de ses troupes.
Les insurgés eurent bientôt près de 20 000 soldats sous leurs ordres et fondèrent le Comité révolutionnaire du Kuomintang (中國國民黨革命委員會). Une partie des officiers, notamment He Long, s'estimait encore affiliée au parti nationaliste, et considérait le soulèvement comme relevant de l'affrontement interne.

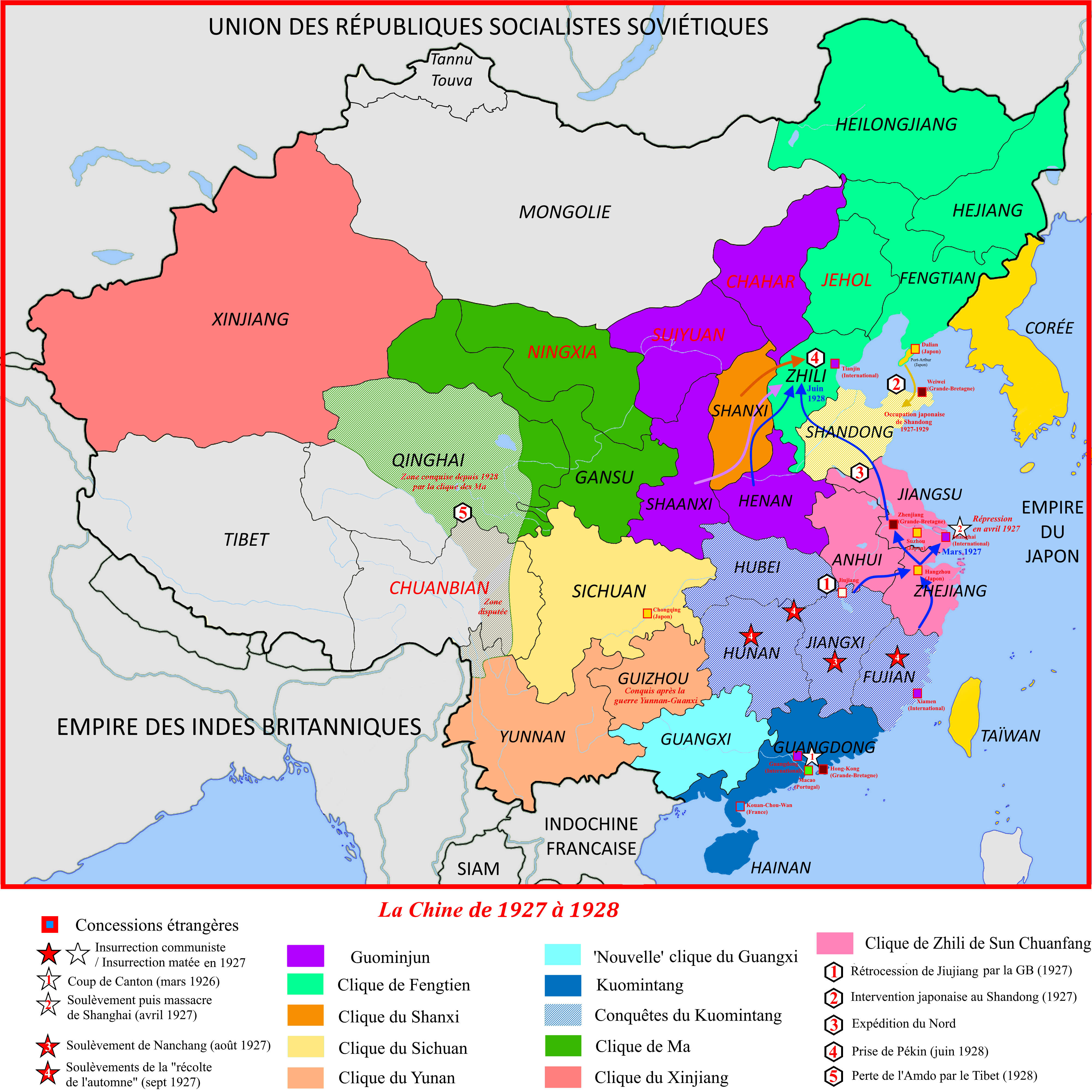
La Chine en 1927.

Les forces communistes se retirèrent finalement de Nanchang afin d'éviter d'être assiégées par les forces fidèles à Tchang Kaï-chek, emportant une importante cargaison d'armes. Leur retraite débuta le 5 août, et leur fit parcourir environ 600 km, vers les régions côtières du sud de la Chine. Au cours de leur avance, les troupes insurgées virent environ un tiers de leurs effectifs déserter. Le 20 août, ils furent attaqués par les soldats de Tchang et défaits dans les environs de Huichang, perdant environ un millier d'hommes. Cela eut pour effet de convaincre encore plus d'officiers et de soldats insurgés, restés fidèles au Kuomintang, de choisir définitivement le camp du Parti communiste. À la fin septembre, ils furent à nouveau attaqués, perdant une grande partie de leurs effectifs. Les insurgés furent réduits à la fuite et se dispersèrent en plusieurs groupes. Une partie des survivants se retira dans les montagnes de Jinggang à l’ouest du Jiangxi. En avril 1928, les troupes sous les ordres de Zhou Enlai firent leur jonction avec Mao Zedong et ses hommes, qui avaient eux-mêmes fui l'échec du soulèvement de la récolte d'automne.
Le 1er août est considéré comme la date anniversaire de l’Armée rouge chinoise, rebaptisée plus tard Armée populaire de libération, et devenue en 1949 l'armée officielle de la république populaire de Chine.

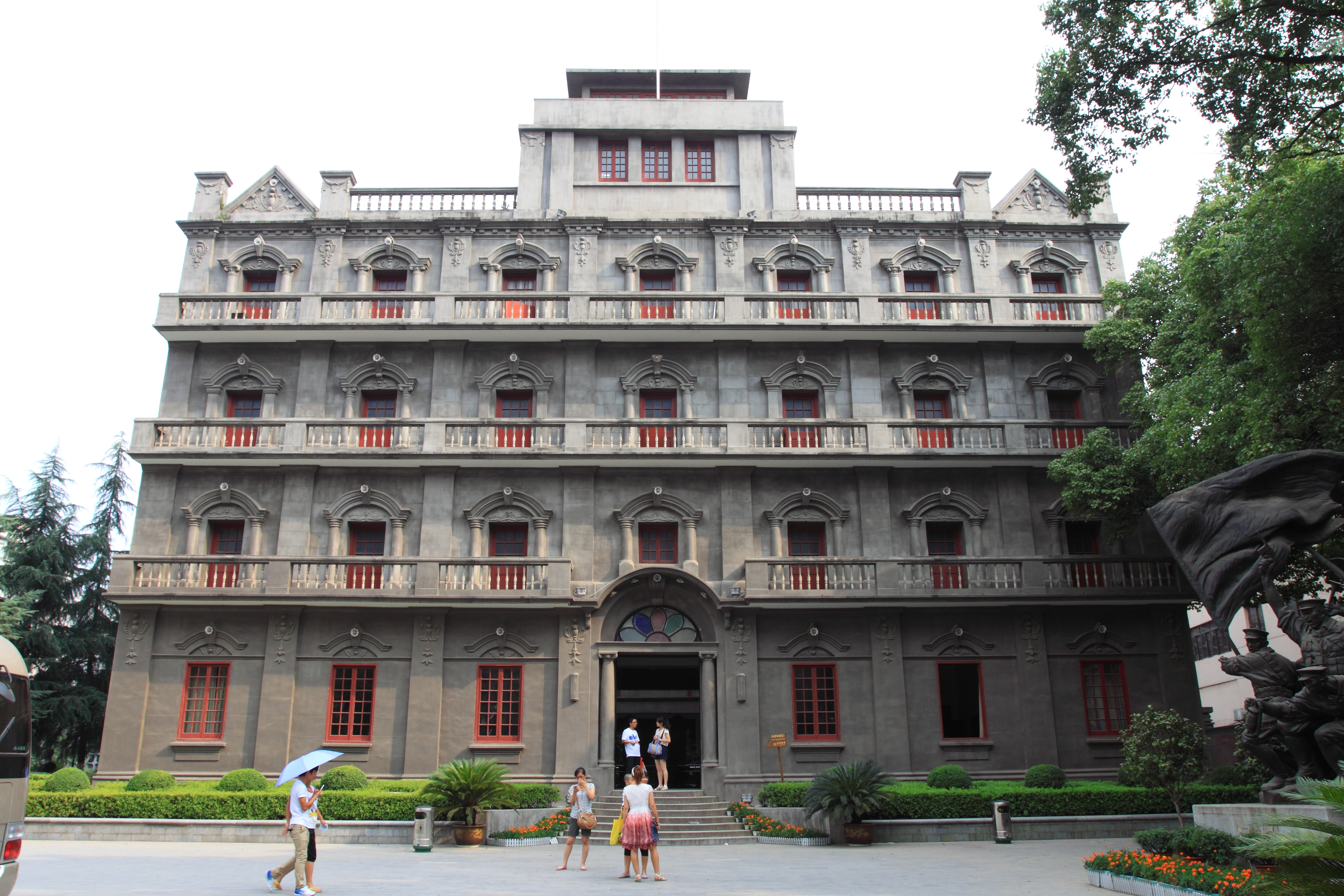
Mémorial du soulèvement à Nanchang.